# Клименти
Клименти (од израза "Клементи") или Кељменди (алб. Kelmendi), област је у Албанији (алб. Mali i Kelmenit) и назив истоименог племена чији припадници живе у Албанији, Црној Гори, Хрватској и српској аутономној покрајини Косово и Метохија. Породице Климента се у Црној Гори могу наћи у Гусињу, Плаву и Скадарској Крајини, а у Србији у Ругови у Метохији и Санџаку. Племе је подељено на четири већа рода (Селца, Никчи, Вукељ и Бога). Име Клименти доводи се у везу с старом византијском тврђавом „Clementiana” на путу између града Скадра и Призрена, док се за други назив Клементинци сматра да долази од имена папе Клемента, због њихове привржености католицизму. Његов култ су Клименти неговали у свом матичном подручју, саградивши му цркве у Шпаћи и Хртковцима. По једном српском путописцу који је посетио Клименте 1842. године, они имају старо - шпанско порекло ("испанско"), мада како наводи ови немају сличности. Аутор се позива на неке римске "историописце". Они су се давно преселили на Балкан, а најстарији познати њихов вођ био је Вуле. Од потомака његових синова: Пеп-Вула, Двец-Вула и Цек-Вула произашла су три знатна племена тог народа. Иако су "западне вере" држе се одвојено од католика и муслимана. Сваки носи по два имена; једно турско а друго латинско, као на пример њихов у то време војвода Турк-Вуксани из села Вукли, међу Васојевићима.
Према истраживањима једног од првих албанолога Франса Барона Нопча, Кељменди су били најбројније и најзначајније племе у северној Албанији, такође познато и по својој ратничкој нарави - посебно против страних окупатора. Од свих племена у северној Албанији племе Клименти су били једно од најпознатијих племена. Заиста, у средњем веку, планине западно од Пећи често су називане "планине Кељмендија". Аустроугарски конзул у Скадру, Фридрих Липх, Ритер фон Линдбург (1834—88) је 1878. године описао племе "Кељменди" као једно од најјачих албанских католичких племена. Едит Дурам је племе Клименти описала као племе Клименти "најфиније и најинтелигентније од свих племена у Албанији". Клименти су били познати у северној Албанији по свом јунаштву, херојству, о чему говори и стара албанска изрека: "Мудрост Гашија, обазривост Краснића, бес Бериша, јунаштво Кељмендија, лукавост Шаља и змија у трави као Тачи."
Клименти говоре гегијски дијалект албанског језика, као и већина становништва у северној Албанији. Постоје извори који наводе да су Клименти српског порекла. Тако писар Конзулата Краљевине Србије у Приштини Иван Иванић у писму конзулу Симићу од 24.12.1898. пише између осталога и то да су бегови, који по своме казивању спадају у племе Клименте, заправо поарбанашени Срби, који су и тада очували свој матерњи српски језик.
Према историчару Рајку Веселиновићу (књига Историја српског народа), 1739. године је 3.000 католичких породица из Климената отишло са Косова у бекство. Већина њих се одселила у Никинце и у Хртковце, у данашњу Војводину, али су се неки населили испод планине Рудник у Шумадији. Академик САНУ Мита Костић у „Политици” 21. маја 1923. године у тексту „Арнаути у Срему” такође каже да су се католички Клименти населили испод планине Рудника и Авале.

## Географија
Кељменди се налазе у области Велика Малесија на северу Албаније, на подручју Проклетија, у пограничном појасу између Црне Горе и Албаније. Клименти се граниче са следећим албанским племенским подручјима: Груда и Тријепши на западу, Хоти и Кастрати на југозападу, Шкријељ на југу, Шаљом на истоку и црногорским српским племенским подручјима Кучи и Васојевићи на северу.
Данас на Косову, Кељмендија има у Ругови, Вучитрну, Дреници, Липљану, Митровици, Приштини. Кељмендија има доста у Липи код Звечана, где преко 90% становништва су од племена Клименти.
Иван Јастребов је навео села Климента: Вукли (1500 душа), Сеоце (2000 душа), Никши 75 кућа (девет турских кућа) и Бога 30 кућа. На пола сата од Љеша је место Бордолоја где су Клименти проводили целу зиму са својим стадима.

## Историја

### Рана историја
Клименти се први пут помињу у Османским дефтерима (катастарски порески попис ) 1497. године, заједно са племенима Хоти, Кучи и Пипери. Записано је 152 домаћинстава подељена на пет братства. Роберт Елси, један од најпознатијих албанолога, претпоставља да су Клименти били познати као племе тек од 15. века. У дефтеру се Клименти спомињу као дервенџи (локална војска у Османском царству), чувари планинских пролаза и имали су велике повластице. Као дервенџи били су чувари у Скадру и пута између Медуна-Куча.
На основу овог османског дефтера из 1497. године, могу се изнети многи закључци везани за Клименте у њиховом најранијем помену. Наиме, Клименти се по овоме јесу нешто касније формирали у односу на многа албанска малисорска и српска брдска племена. У претходном османском дефтеру из 1485. године, Клименти се не спомињу. Ово може бити последица тога да се још увек нису значајније формирали као првобитна форма племена, али и тога да Османлије 1485. године заправо, нису ни имали контролу над њима, те их због тога нису ни пописали.
Из дефтера из 1497. године, види се да Клименте чине два села - Селце (Селците или Селиште) и Шпаја (Чпаја), од којих прво носи назив словенског порекла, за разлику од другог. Осим ових села, пописани су и катуни везани за њих, а то су катуни Ђоновић(и), Морић(и) (Мурић), Љешовић(и), Личени и Гољемади. И данас постоји албанско братство Ђонај, које је назив добило по катуну Ђоновић. Према овом дефтеру, село Чпаја се заправо састоји од 4 мањих села, па тиме нахија Климената заправо има 5 села. То је последица тога што османским писарима није било у потпуности јасно шта су катуни, па су често катуне везивали за одређена села или су их називали селима. Такође, по том попису испада да је један катун, Личени,везан за село Селце, а осталих четири за село Чпаја. У првом случају катун има за основу албанско име, а село има словенску основу у називу, док је у другом случају ситуација донекле обрнута - катуни су са наставцима "ић", изузев катуна Гољемади које је албанског порекла, док само село носи назив албанског порекла. Ово је могло додатно да допринесе забуни пописивачима. Константин Јиречек је запазио да се из катуна касније формирају братства, а формирање братстава доводи до формирања племенске организације каква је позната крајем XVI века. Слична ствар се дешавала и код Климената. Осим тога, поређењем каснијег дефтера из 1570. године и овог из 1497. године, као и претходних дефтера у овим крајевима, види се да се крајем XV и почетком XVI века десила повећа миграција у ове крајеве, али и да 1570. године катуни нису споменути, што може навести на закључак да миграције у нахију Климената још увек нису успеле да преокрену сеоску организацију у катунску. Ипак, остварила су утицај на формирање братстава.
Поређењем података о Климентима, Хотима, Пиперима и Кучима из пописа 1485. и 1497. године, види се да су на овом подручју образовале територије по узору на кнежине, са мешовитим становништвом, етнички српским и албанским, али и да су 1497. године придошли већински носиоци српског идентитета изузев код Хота, што се може видети по патронимичним наставцима за називе катуна, али и именима. На пример, у Пиперима се и 1485. године види да становници у огромној већини носе српска имена, чак и у рубним селима која имају порекло назива која нису из српског језика. То остаје случај и у дефтеру 1497. године након веће миграције у Пипере, а код Климената су по том дефтеру, српска имена донекле у мањини, али знатно присутна. Из поименичног пописа из управо ове године (1497), види се да су главари споменута три катуна у Климентима са словенским патроминичним наставцима били Мираш, син Лазаров за Ђоновиће, Нико, син Ђонов за Љешовиће и Стјепан, син Угљешин за Мориће (Муриће). Први и последњи имају имена која су носили Срби. Преостали катуни и села имају за главаре људе са албанским именима. Такође, и припадници споменутих катуна имају претежно српска имена, док села и преостали катуни у Климентима имају у већини албанска, изузев код Личена. У каснијим миграцијама у Клименте непосредно након овог периода, досељеници су углавном Албанци. Такође, Клименти су по попису из 1497. године имали и казнеца, титула словенског порекла, за оног ко је задужен за прикупљање пореза. Они су били главари катуна насељених у селима.
Клименти 1538. године дижу устанак против Османлија. Године 1565. Клименти, заједно са Кучима и Пиперима, подижу нови устанак против Османлија.
Следећи битан дефтер за Клименте јесте онај из 1570. године. Као што је споменуто, забележена су два села у Климентима, Селце и Чпаја, али катуни нису спомињани. Забележено је да припадају Подгоричком кадилуку. По њему се види да су Клименти сада, као и српска брдска племена са којима су забележени у попису због припадности истом кадилуку, морали да плаћају готово дупло већи порез. Због овог погоршања положаја, дошло је до отпора у овим племенима, нарочито у Пиперима, о чему сведочи управо овај документ, али и народна предања која су опстала од тог времена.
Године 1582. нахија „Клементе” такође бележи два села. Властита имена су била већински илирска, а мањински словенска. Како је примећено Клименти су средином 1580-их година почели да престају да плаћају пораз Османлијама. Због слабе обраде земљишта и гајења стоке своје најпрече потребе подмиривали су пљачком; али кад би биле неродне године или када би настала каква болест у стоци, и те највеће потребе Клименти су подмиривали оружаним пљачкама. Још кад су се утврдили у своја брда, где традиција говори да се ту населио њихов први предак, отац Климентов, отпочели су пљачке у правцу Плава и Гусиња. Ударали су намет на српски народ и на српског патријарха, који је био приморан да им годишње плаћа седамдесет дуката. После Пећи пљачкали су разне крајеве Босне, Санџака и Косова, и на једној страни Скадар с околином, а на другој крајеви према Скопљу.

### 17. век
Млетачки документи из 1609. године помињу Клименте, Дукађине и друга племена која су четири године била у сукобу са Османлијама, на челу са босанским Арслан пашом. У априлу исте године, Дукађини, Клименти и остали нису нападали само Османлије, већ су нападали и друга албанска племена на северу Албаније која их нису подржавала. Локалне Османлије нису биле у могућности да се супротстављају њима и због тога су морали да затреже помоћ од босанског паше. Марино Бици (1570—1624), Барски надбискуп каже о Климентима „popoli quasi tutti latini, e di lingua Albanese e Dalmata” („готово сви су католици, говоре албански и далматински (словенски) језик”). Бици је пријавио инцидент 1613. године у којем је османски командант Арслан-паша напао села Климента и почео да их узима као затворенике, све док није постигнут договор с племеном Клименти. Према том договору, Клименти су морали да предају петнаест својих чланова Османлијама који би постали робље и да плате Османлијама 1000 дуката. Међутим, док је Арслан-паша чекао исплату, Клименти су га напали и запалили османлијски војни логор и убили око тридесет коњаника. После овог инцидента, османске трупе су се повукле у Херцег Нови. Марино Баци бележи "Climenti" као село са римским обредима, са 178 кућа и 650 мушкараца наоружаних од стране Смаил Пренташева и Педа Сука, а Клименте описује као "неуморне, љубазне и изузетно храбре људе". Године 1614. Клименти заједно са Кучима, Пиперима и Бјелопавлићима су послали писмо француском и шпанском краљу да им помогну да се ослободе Османског цартсва, у писму тврде како су независни од Османског царства и како не плаћају данак Османлијама. Сукоби са Османлијама су настављени интензивно од 1630. године и кулминирали су 1637-1638. године, када су Клименти победили велику османлијску војску од 12.000 војника (по неким изворима и 30.000) на челу са Вутси Пашом из Босанског вилајета. Османски губици варирају од 4.000 до 6.000, на основу различитих извора. У овој бици је позната албанска херојина Нора Кељменди убила босанског Вутси Пашу.
У Кандијском рату Клименти су играли тактичку улогу између Османлија и Млечана. Године 1664. Евлија Челебија помиње Албанца Климента међу "неверним ратницима". Клименти би обећали подршку било којој страни, ако би та страна испунила њихове захтеве. Пример 1666. године неки Клименти су подржавали Османлије под условом да буду ослобођени плаћања пореза у трајању од пет година. Неки од њих су прешли на ислам.
Године 1651. били су у војсци Али-паше Ченгића, која је нападала на Котор; војска је оштетила и уништила много манастира у тој области. Године 1658. седам племена Кучи, Васојевићи, Братоножићи, Пипери, Клименти, Хоти и Груда су се придружили Млетачкој републици, успостављајући савез "Седам барјака", у борби против Османлија. Године 1685. Сулејман, санџак-бег Скутара поразио је Баја Пивљанина и његове хајдуке који су подржавали Млетачку републику у боју на Вртијељки. Сулејман Бушатлија је уз помоћ Брђана напао Клименте, који су били у сукобу са црногорским племенима. Клименти су након овога живели од пљачкања. Православно становништво у Плаву и Гусињу и тој области је највише претрпело нападе Климента. Клименти су такође нападали Пећ и околину и тамо су били толико силни да су им становници Пећи и околине плаћали харач. У марту 1668. године, Сулејман бег је напао племе Кучи; Кучи су уз помоћ Климента и Пипера два пута поразили војску Сулејман бега и заузели Медун где су узели велику количину оружја и опреме. Клименти су 1692. године помогли Сулејман Бушатлији да отме Цетиње од удружених Црногораца и Млечана.
Године 1689. Клименћани су добровољно пријављивали у царску армију Светог римског царства током кампање на Косову. Првобитно су били у служби Сулејмана, али након преговора са млетачким званичницима, напустили су османску војску. У октобру 1689. године Арсеније III Чарнојевић се удружио са Хабсбурзима и добио титулу војводе. Чарнојевић се састао са Силвиом Пиколиниом у новембру исте године и под својом командом ставио велику војску Срба, укључујући и Клименте.
Андрија Лубурић у књизи Поријекло и прошлост династије Петровића (1940. г., стр 18.) наводи три владара Климента: цара Вука Додића из 17. вијека, којег спомиње турски историчар Мустафа Наим у својој историји Турске Тарихи наима, књ.3., стр 377. (3. издање), краља Уљу Ђоновића из доба Морејског рата (крај 17. вијека) и у првој половини 18. в. краља Деда Гавру о којем је писао Павле Ровински. Одред Климента против Сулејман паше Бушатлије је предводио Мршин син, војвода Јован који је био дјед Карађорђев. (стр 19.)
 Лазар Томановић је записао да су многи од арбанашких племена, дошавши у Подгорицу, задржали ако не већина православље, сви бар српски језик. Клименти су били до 17. вијека православни, а стари људи и тада памте (крај 19. вијека) како су говорили српски и уз гусле пјевали. Павле Ровински је записао да је у народном предању (песми) остало сећање на протутурски поход с краја 17. или почетка 18. века. Поход су организовала двојица васојевићких војвода, Ђеко и Вуксан из Трешњева. Позвали су и кучког војводу Радоњу и поред осталих и краља Деду клименачку главу. Он је био главар Климента, који живе у суседству с Кучима и Васојевићима. Ровински пише, да су тада (у доба Ровинског) били католици и да рачунају себе у Албанце и да су некада били Срби.

### 18. век
1702. године Османско царство је успело да сломи отпор Климента под вођством скадарског паше Худаверди Махмут Беголија који је из Пећи. Након што је сломио побуне у Улцињу, Бару и Скадру, Хадаверди-паша је решио да једном заувек сломи отпор Климента. Уз помоћ других планинских племена које је придобио и на тај начин успео да затвори Клименте на све три стране, а на четвртој страни према Гусињу. Ходаверди-паша је Клименћанима затворио пролаз подигавши једно велико утврђење. Тако их је скадарских паша одвојио од осталог света. Због изолације и затворености Клименте нису могли набавити ништа. У великој оскудици хране Клименти су се послуживали месом своје стоке. Али стоку је те године ударила нека болест, која се пренела и на народ и услед тога народ је умирао, што од болести, а што од глади. Након неког времена Клименте су одлучиле да се обрате паши с понудом да му се предају. Османлије су пресудиле да за казну Клименти морају бити депортовани у Босански пашалук—Новопазарски санџак, на спахилук Махмутбеговића, на данашњој територији Пештера и Туринске жупе. Паша је само народу из Селца дозволио да остану на своја огњишта, јер је њихов вођа прешао на ислам и обећао паши да ће сав народ из Селца прећи на ислам, и након преласка на ислам дата им је управа над Гусињем. Укупно је 251 домаћинстава (1.987 људи) из племена Клименти 1702. године било пресељено на подручје Пештера. Други су били пресељени у Гњилане на Косову. У исто време насељени су Клименте и у Ругову у околини Пећи и Рожаја, како се види из једног турског документа из 1702. године у коме пише да су добили земљу која није у власништву раје. Године 1711. Османлије су поново напале Клименте у знак освете за побуну, али Клименте су победили. Коњаници су се пробили до Пештера са циљем да поведу назад преостале Клименте. Међутим, обред се запрепастио када је схватио да од 130 породица, само 50 је пристало да се врати, а осталих 80 је одбило да се врати. Худаверди Махмут-паша Беголи је дозволио католичким мисионарима да се врате у Санџак и да подигну католичке катедрале у Углу и Камешници. Исте године је направљена џамија у Углу, која је најстарија џамија на Пештеру.
У 18. веку, Хоти и Клименти су помагали Кучима и Васојевићима у борбама против Османлија. После пораза Аустријанаца у аустријско-турском рату 1737. године, кроз Нови Пазар су прошли Срби, који су се са пећким патријархом Арсенијем IV Јовановићем Шакабентом повлачили на север, на територију Хабзбуршке монархије. Били су то припадници фиса из Пасишта, близу Кручева. Мада их је кренуло много, већина их је пострадала од изненадног напада Турака, код једног места на реци Колубари. Око 1.600 њих се населило у селима Мартинци,Никинци и Хртковци, где су се касније асимиловали у Хрвате. Клименте је 1737. године повео на територију Аустрије њихов духовни вођа Михаел Лам. Године 1830. они су још говорили својим матерњим, албанским језиком, а што се тиче одевања још су само жене држале до своје традиције (са мноштвом боја). По Бартештајну (1866) они су се у Срему већ "пословенили" и говоре српским језиком, иако су католици. Симеон Пишчевић је у својој Историји српског народа из 1795. о њима записао да нису прави Албанци и да се од њих доста разликују, а да су Срби већина у Албанији (у коју је рачунао и Црну Гору и Брда). Главно од три насеља Климента у Војводини не наводи као Хртковце, него као Ртковце.
Попис Клименти католика у околини Сјенице и Тутина 1721. године.
| место        | домаћинстава | чланова |
| ------------ | ------------ | ------- |
| Камешница    | 39           | 410     |
| Међугор      | 13           | 99      |
| Аливеровиће  | 5            | 41      |
| Расно        | 4            | 30      |
| Тузиње       | 14           | 85      |
| Растеновиће  | 13           | 75      |
| Крња Јела    | 6            | 74      |
| Угао         | 20           | 166     |
| Лескова      | 12           | 99      |
| Браћак       | 3            | 35      |
| Девреч       | 2            | 16      |
| Шароње       | 1            | 3       |
| Глоговик     | 6            | 72      |
| Гујиће       | 1            | 12      |
| Гуцевиће     | 2            | 17      |
| Роселана     | 4            | 23      |
| Драгојловиће | 2            | 16      |
| Штаваљ       | 3            | 14      |
| Брњица       | 2            | 18      |
| Цетановиће   | 9            | 95      |
| Дружиниће    | 7            | 75      |
| Дуга Пољана  | 5            | 35      |
| Буче         | 3            | 46      |
| Коњари       | 5            | 28      |
| Жирче        | 4            | 28      |
| Ковачи       | 3            | 17      |
| Паљево       | 3            | 15      |
| Црниш        | 2            | 12      |
| Радоховци    | 2            | 16      |

### 19—20. век
Године 1833. Срби добијају књажевину оверену хатишерифом. Територију Пештера и околине је још дуго времена Срби нису успели да освоје, највише заслугом овог племена. Осим тога, постали су и барјактари у ширењу ислама, мешањем и женидбом, су утицали и на многа околна хришћанска села да пређу на ислам.
Средином 19. века Клименти или Цимироте (или Цимиоте) са око 200 кућа станују у три места у тадашњем пределу Албанији: Никче, Селца и Вуколи. Свако село је положено поред једног извора, чија се вода слива у реку Зем или Цјевну. Никче су "најзнатније" племе, а "најдивљачнији" су они у Селцима.
Током албанског устанка против Османлија 23. јуна 1911. године албанска племена и остали револуционари окупили су се у Црној Гори и израдили меморандум Гече који је захтевао албанска социополитичка и језичка права, меморандум су потписали три припадника племена Клименти. У каснијим преговорима са Османлијама, договорено је да се племена амнестирају и влада је обећала да ће да изгради једну до две основне школе у нахији Клименти и да исплати све зараде наставника који су им додељени.
26. маја 1913. године, 130 лидера из племена Груда, Хоти, Клименти, Кастрати, Шкриељ је послало петицију британском адмиралу Сисилу Бернију у Скадру против припајања њихових територија Црној Гори. Франц Барон Нопс 1920. године помиње да су Клименте једне од првих албанских племена, што је најчешће поменуто од свих.

### Други светски рат
Клименте у Албанији су одиграле кључну улогу у формирању албанског националног корпуса. На крају Другог светског рата, албански комунисти послали су војску на северу Албаније да поразе своје непријатеље, националистичке снаге. Комунистичким снагама су пружиле отпор националистичке јединице у областима Никај-Мертур, Дукађини и Климент, који су били антикомунисти. Клименте је предовио Прек Цали. Дана 15. јануара 1945. године на мосту Тамара водила се борба између албанске 1. бригаде и националистичких снага. Комунистичке снаге су изгубиле 52 војника, док је у њиховој одмазди брутално убијено око 150 људи у Кељменду. Лидер албанског националног корпуса Прек Цали је био погубљен од стране комуниста.
Овај догађај је био полазна тачка других драма, које су се одвијале током диктатуре Енвера Хоџе. Класна борба је била строго примењивана, док су људска права и слобода биле одбијане. Клименти су били изоловани због границе која је била затворена и због недостатка путева. Многи Клименти су побегли у Југославију, а они који нису успели да пређу у Југославију били су убијени на самој граници.

## Етнографија

### Фолклор
Током ускршњих празника у Селчу и Вукељу се демон који је појео дете симболично спаљује. За време Божића обавља се помана и људи носе храну на гробове својих предака. Као и у другим северно албанских племенима Канун (закон) се примењује и код Климента. Према истраживањима Франсоа Барона Нопса, Клименти су најомиљеније и најистакнутије од свих северно албанских племена.

### Фамилије

#### Кељменди
Област се састоји од шест села: Бога, Никч, Селце, Тамар, Вермош и Вукељ, сви су део општине Кељменди. Њихови племенски суседи су Кучи и Хоти на западу, а Васојевићи на северу. У касном османском периоду племство Климента чинило је 500 католичких и 50 муслиманских домаћинстава. У доњем тексту су налази листа села, а испод имена села су презимена породица:
| Вермош - Хјсај - Перја - Цали - Хасанај - Хасанђекај - Хасани - Рачај - Лелчај - Лекутанај - Лумај - Мачај - Митај - Мрчанај/Мерначај - Начај - Мирај - Плумај - Прељочај (такође познато и као Тинај) - Бујај - Селманај - Шћутај - Вукај - Вуктилај - Вушај | Вукељ - Бардчај - Пепушај - Вукељ - Нилај - Вучинај - Вучај - Мирукај - Ђиколи - Дрејај - Мартини (срп. ) - Алиај - Дачај (срп. ) - Ђељај - Ничај - Кајабеголи Тамара - Рукај - Мрначај/Мерначај - Лелчај - Вукај - Чекај | Никч - Делај - Ђала - Смајлај - Прелдакај - Никчи - Рукај - Гилдедај - Прекелезај - Хасај - Никач - Капај - Ујкај - Алијај - Хутај - Бикај - Бакај Селце - Кељменди - Мирај - Тинај - Мрначај/Мерначај - Вушај - Плумај - Лекутанај - Вукај - Ругова |

#### Црна Гора
Плав-Гусиње
- Ахметај и Ахметовић, из Вусања. Потомци су Ахмета Никаја, сина Нике Нрелаја и унука Нрла Балаја, а потичу од Вукеља у северној Албанији.
- Бацај
- Балај (Балић) у Грнчару. Предак им је емигрирао у Плав-Гусиње 1698. године из села Вукељ или Селца на северу Албаније и прешао на ислам исте године. Најближи родови овог братства су Балидемајт/Балидемић. Легенда говори да су братства Балај, Балидемај и Вукељ потекли од три брата. Међутим, један члан братства Вукеља ступио у брак са девојком из братства Балић, који је касније резултирао прекидањем односа са братством Вукељ.
- Балидемај (Бал (ј) идемај-Балидемић) из Мартиновића. Овај огранак братства остао је привржен католицизму током три генерације, све док није Мартинов праунук прешао на ислам, узимајући име Омер. Од тада, породица је била позната као Омерај/Омеровић. Донедавно је име презиме породице промењено у Балидемај, по имену Бали Бали, команданта из битке код Новшића (1789). Најближи родови братства су Балајт-Балићи. Легенда говори да су братства Балај, Балидемај и Вукељ настала од три брата.
- Бручај (Бручевић) су потомци католичког Албанца Бруча Нрелаја, сина Нрла Балаја, а потичу од Вукеља на северу Албаније.
- Чакај (Цакић)
- Цанај (Цановић) из села Богајићи, Вишњево и Ђуричка Ријека. Пресељени су у Плав-Гусиње 1698. године из села Вукељ на северу Албаније и поисламљени исте године.
- Челај (Чељај-Челић) из села Вусање и Војно Село. Потомци су Нрлеа Балаја. Породица Никча су део Чељаја.
- Дедушај (Дедушевић) из Вусања. Потомци су католичког Албанца по имену Дед (Дедуш) Балај, син Нрела Балај, а потичу из села Вукеља на северу Албаније.
- Хакај (Хакањин) у Хакању.
- Хасиловић из Богајића.
- Гочај (Гочевић) из Вусања.
- Ђонбаљај (Ђонбалић; такође познати и као Ђомбал (ј) ај-Ђомбалић) из Вусања, рођаци су са Чељајима у Војном Селу. Њихов предак католички Албанац по имену Ђон Балај, емигрирао је са синовима. Бала, Аслан, Туча и Ханасан; заједно са својим братом Нрелом и његовом децом: Ником, Дедом (Дедуш), Станишом, Бручом и Вуком из села у Вукељу на северу Албаније. По доласку Ђон и његови потомци су се населили у селу Вусање-Вутхај и поисламили се, били су познати и као Ђонбалај. Рођацу су са Ахметајт/Амхетовићима, Бручајт/Бручевићима, Челајт/Челићима, Гочај/Гочевићима, Лекајт/Лековићима, Селимајт/Селимовићима, Косајт/Ћосовићима, Улајт/Уљевићима, Вучетај/Вучетовићима.
- Кукај (Кукић) из Вусања.
- Лецај (Љецај) су из Мартиновића. Пореклом су из Вукеља на северу Албаније.
- Лекај (Лековић) из Горње Ржaнице и Војног Села. Пореклом су из Вукеља на северу Албаније. Потомци су извесног Леке Преташи Никаја.
- Мартини (Мартиновић) из Мартиновића су. Оснивач овог села, родоначелник овог братства и предак је био католички Албанац Мартин, који је емигрирао у село Трепча крајем 17. века из Селца на северу Албаније.
  - Хасанђекај (Хасанђекићи) из Мартиновића. Они су потомци Хасана Ђекаја из Вукеља, муслимана из братства Мартини.
  - Прељвукај (Прелвукић) из Мартиновића. Потомци су Преље Вука из Вукеља, из братства Мартини.
- Мусај (Мусић), предак им је емигрирао у Плав-Гусиње 1698. године из села Вукељ на северу Албаније и прешао на ислам исте године.
- Новај (Нововић)
- Пепај (Пепићи) из Пепића.
- Рекај (Рековић) из Богајића, преселио се у Плав-Гусиње око 1858. године.
- Ругова (Руговац) из Вишњева, имају рођаке у Војном Селу и Бабином Пољу. Они су из племена Клименти од братства Ругове на Косову.
- Ћосај/Ћосја (Ћосовић) из Вусања. Потомци су Коса Станишаја, сина Станише Нрелаја и потичу из села Вукељ на северу Албаније.
- Селимај (Селимовић)
- Смајићи у Новшићима.
- Уљај (Уљевић) у Вусању. Пореклом су из Вукеља на северу Албаније. Потомци су извесног Уља Никаја, сина Нике Нрелаја.
- Вукељ у Дољима. Њихов предак се преселио у Гусиње 1675. године из села Вукељ на северу Албаније.
- Вучетај (Вучетовић) у Вусању. Пореклом су из Вукеља на северу Албаније. Потомци су извесног Вучета Никаја, сина Нике Нрелаја.

Породице Ђомбољ (алб. Gjonbalaj-Gjombalaj), Уљај (алб. Ulaj), Ахметај и Вучетај раније су се презивеле презимена Ћомболић, Уљевић, Амхетовић и Вучетовић (алб. Vuçetaj).
Скадарска Крајина и Шестани
- Дабовић из Гуреза, Ливара и Горњих Шестана. Могу се наћи у Скадру. Имају рођаке из братства Лукић у Крајини.
- Лукић - Повезани су са братством Дабовић у Крајини.
- Радовићи у Загоњу.

Остала места
Породице Добановић, Поповић и Перовић у Сеоцу у Црмници су пореклом из племена Клименти. Остале породице из племена Клименти укључују Мујзиће из Ћирјана, Џаферовића из Беси, Веловићи, Оџићи и Селмановићи у Доњим Мурићима. Породице Мари и Горвоки једне од главних породица у братству Коћи, племе Кучи вуку порекло из племена Клименти.
У Ругови, на Косову, већина садашњег становништва потиче из племена Клименти. Фис (племе) Клименти у Ругови укључује и породице које су емигрирале из племена Шкријељ, Кастрати и Шаља. Најстарије породице из племена Клименти у Ругови су Љаићи, тврде да им је предак дошао из Никча у северној Албанији.

## Познати Клименћани
Родом
- Прек Цали (1872—1945) барјактар племена Клименти, вођа побуњеника, герилац из Другог светског рата. Рођен је у Вермошу.
- Нора Кељменди (17. век) албанска хероина која је убила босанског пашу.
- Адриан Алиај, албански фудбалер, рођен у Скадру.

Пореклом из племена Клименти
- Али Кељменди (1900-1939), албански комуниста. Рођен је у Пећ.
- Ибрахим Ругова албански политичар са Косова.[61] Рођен је у Истоку.
- Мајлинда Кељменди, косовска џудисткиња. Рођена је у Пећ.
- Азиз Кељменди војник Југословенске народне армије и масовни убица. Рођен је у Липљану.

## Генетика
Доказано је да су Климентима генетски ближи Z16988 Немци и Британци, него Бјелопавлићи и остали балкански народи. Највероватније је да је од климентских предака Илира отишла једна грана да живи на простор Немачке. Већина Е-Z16988 Немаца из југозапада Немачке и Британаца са овом хаплогрупом се презивају Смит.

## Галерија
- Кељменди из Ругове